# Pfarrhaus (Auriac-du-Périgord)

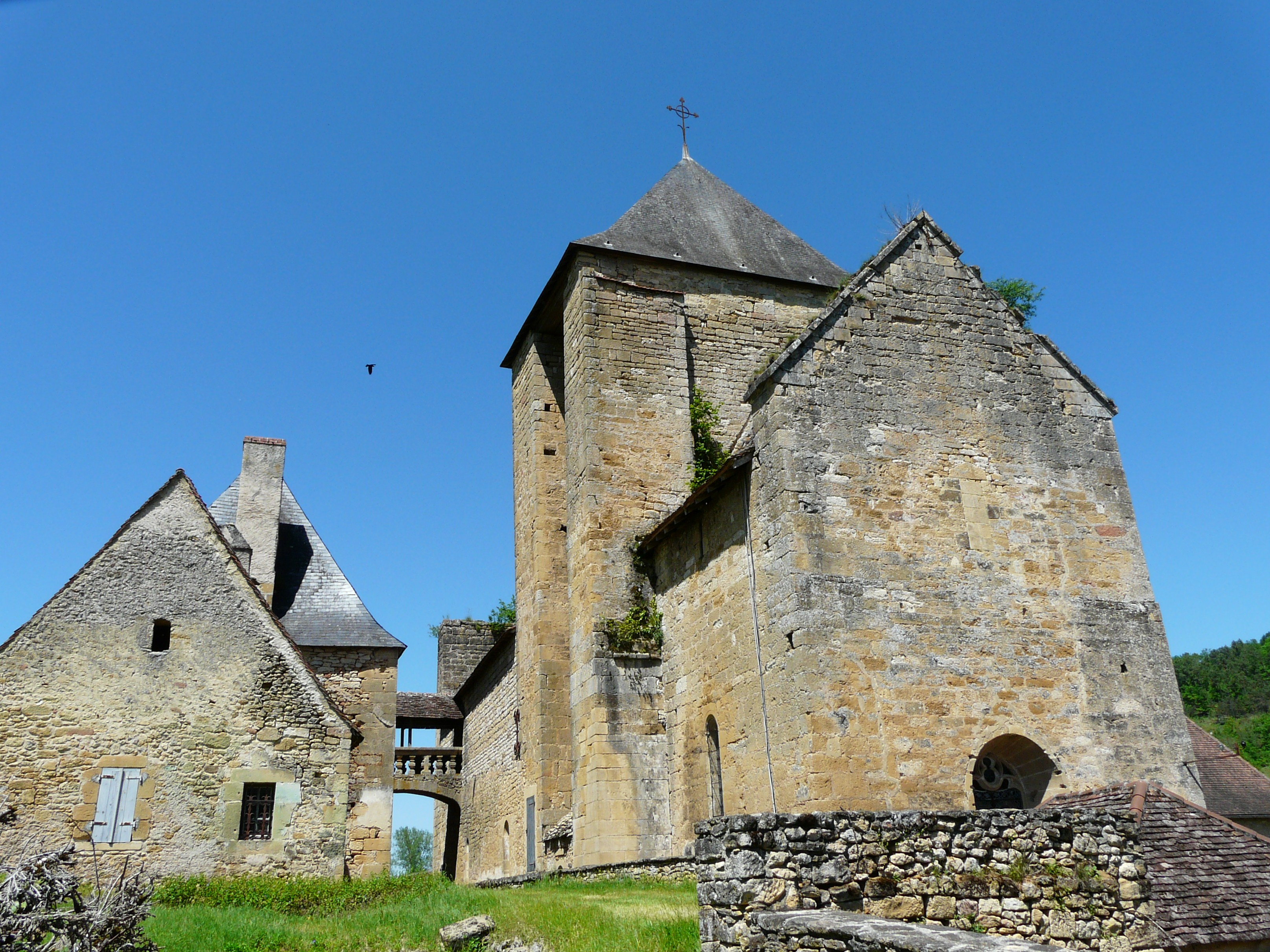
Kirche (rechts) und Pfarrhaus in Auriac-du-Périgord

Das Pfarrhaus in Auriac-du-Périgord, einer französischen Gemeinde im Département Dordogne in der Region Nouvelle-Aquitaine, wurde im 17. Jahrhundert errichtet.
Das neben der Kirche Saint-Étienne stehende zweigeschossige Pfarrhaus ist mit der Wehrkirche über eine kleine überdachte Balustradenbrücke verbunden.